# Rudolf Karl von Finck
Rudolf Karl Freiherr von Finck, auch Rudolf Carl Freiherr von Finck, (* 7. September 1837 in Dresden; † 20. April 1901 ebenda) war ein deutscher Rittergutsbesitzer, sächsischer Kammerherr und Politiker. Er war langjähriges Mitglied des Sächsischen Landtags.

## Leben
Er stammte aus dem Adelsgeschlecht derer von Finck, das in den Freiherrenstand erhoben wurde. Sein Vater war Carl Eduard Freiherr von Finck, der das Rittergut Linz bei Schönfeld besaß.
1871 erwarb Rudolf Karl Freiherr von Finck vom Oberforstmeister Julius Bernhard von Könneritz (1827–1883) das Schloss Nöthnitz in Bannewitz, der die Anlage in den Jahren 1872/73 umbauen und modernisieren ließ. Dabei erfolgte die Aufstockung um ein Geschoss. In Fortsetzung der Bünauischen Tradition trug von Finck eine neue Bibliothek zusammen. Ende der 1860er Jahre zog er es jedoch vor, hauptsächlich in der Residenzstadt Dresden zu wohnen, wo er 1901 auch starb.

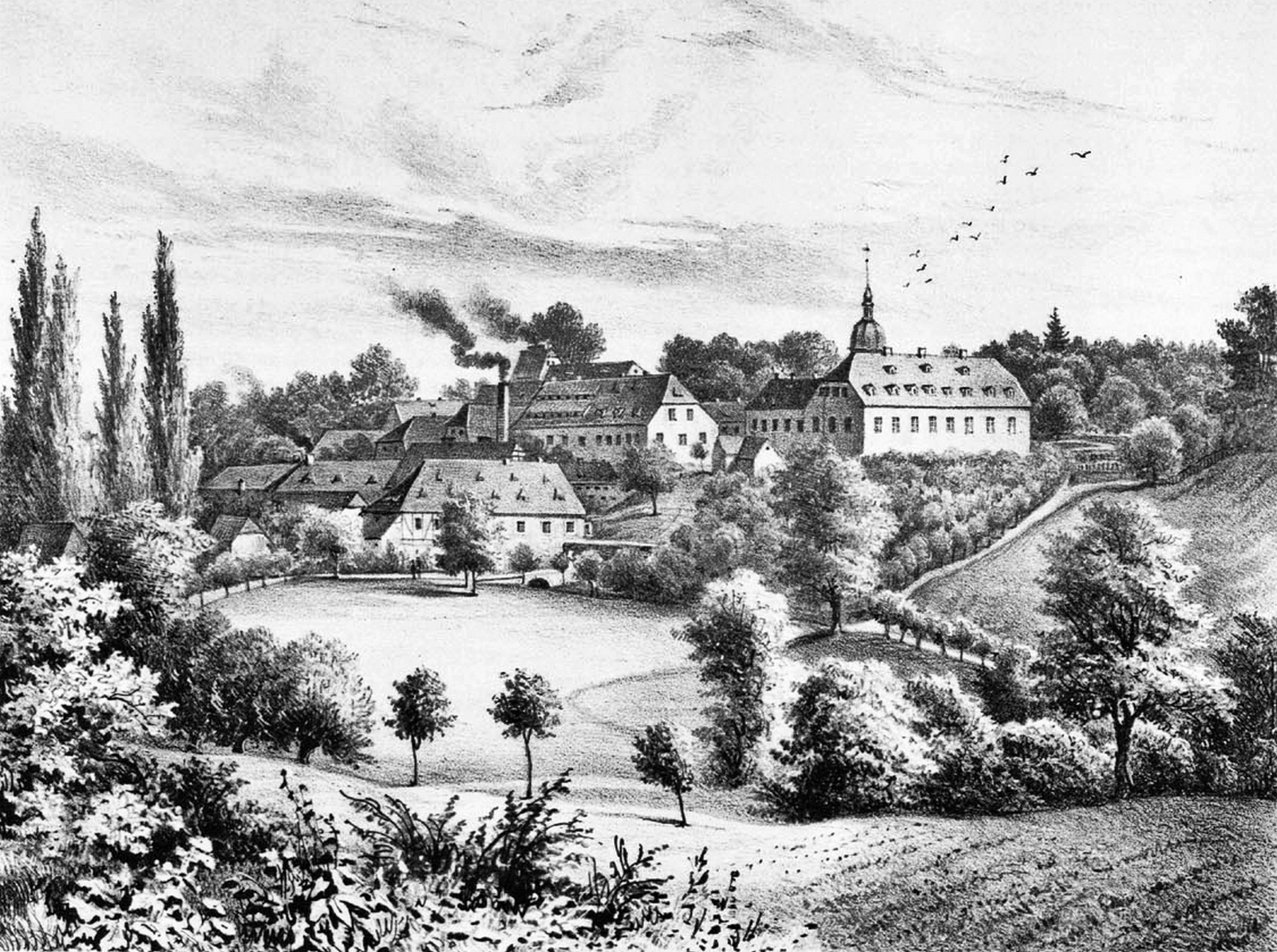
Blick auf Schloss Nöthnitz, um 1850

Er war von 1877 bis zu seinem Tod für den Meißner Kreis gewählter Abgeordneter der Rittergutsbesitzer in der I. Kammer. Finck war Mitglied des Konservativen Landesvereins in Sachsen und von 1882 bis 1884 sein Vorsitzender.
1890 war er maßgeblich am Erwerb der bedeutenden Porzellansammlung von Carl Spitzner beteiligt. Zwei Jahre später hob er vor der I. Kammer des Sächsischen Landtags rückblickend hervor, „daß es gelungen ist, für unsere Porzellansammlung die bedeutende Spitzner’sche Sammlung zu erwerben; es ist damit eine wesentliche Lücke ausgefüllt und die Füglichkeit geworden, eine fortlaufende Reihe der Marken unserer Meißner Porzellanfabrik zusammenzustellen, die leider bis jetzt fehlte“.